# 荣军院广场

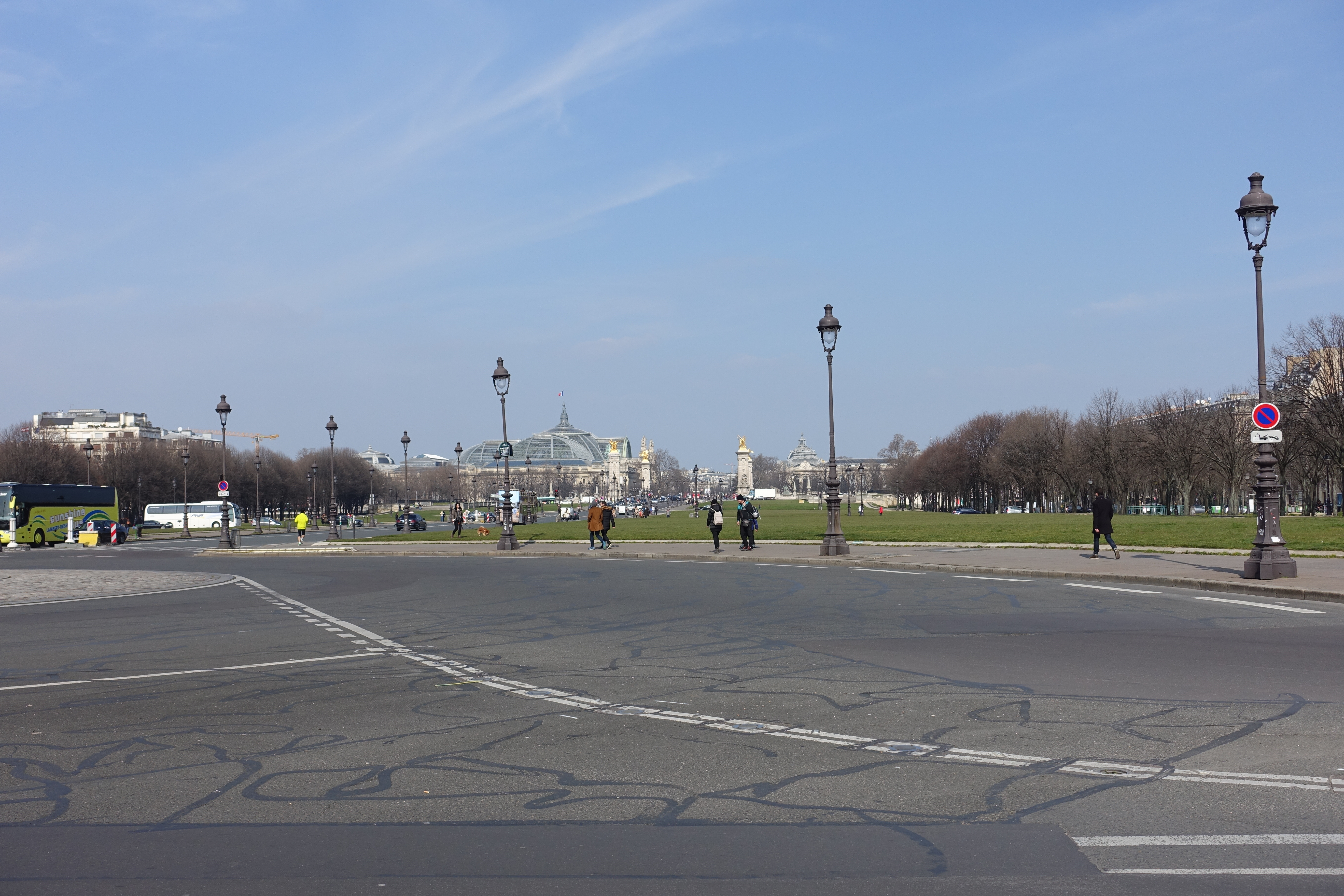

荣军院广场（Place des Invalides）是巴黎第七区的一个广场，位于荣军院北侧，东西走向的格勒纳勒路（Rue de Grenelle）与南北走向的加利埃尼元帅大街（Avenue du Maréchal-Gallieni）交汇处。

## 名称
荣军院广场得名于荣军院。

## 历史
荣军院广场命名于1998年。

## 建筑
- 荣军院